# Batman do Futuro
Batman Beyond (Batman do Futuro, no Brasil e em Portugal) é uma série de televisão animada produzida em conjunto pela Warner Bros. Animation em colaboração com a DC Comics destinada a dar seqüência ao legado de Batman. Integrante do Universo Animado da DC Comics, a série foi entregue aos cuidados de Bruce Timm, o "mago futurista" do referido universo.
Exibida originalmente entre 1999 e 2001 a série resultou em 52 episódios e um filme (longa metragem) servindo também como "ensaio" para o desenho animando da Liga da Justiça. Mesmo popular entre os fãs, a nova série do homem-morcego, ao que parece, não está na lista das produções que retornarão às telas em um futuro próximo, apesar dos insistentes boatos a respeito, entretanto o personagem pôde ser visto recentemente em um dos episódios de Projeto Zeta, outro desenho animado referente ao futuro da DC Comics e uma espécie de "filhote" de Batman do Futuro. O referido episódio é o intitulado Sombras e se encaixa entre os episódios finais da série do Batman do Amanhã, no caso, genitaria Regressiva e Desmascarado.
Batman do Futuro é dito para explorar o lado mais sombrio de muitos projetos de Batman, jogando em elementos-chave como as emoções, as relações pessoais, medo do desconhecido, o cyberpunk e a ficção científica de elementos temáticos como as questões e dilemas da inovação e do progresso científico e tecnológico que afetam a sociedade e para os elementos perturbadores psicológicos do personagem de Bruce Wayne. Como tal, era consideravelmente mais escura do que programas da maioria das outras crianças na época, embora o produtor Bruce Timm recorda que a série foi concebida focando o público do desenho infantil amigável do Batman.
A premissa de Batman Beyond tem sido usada em várias HQ's publicadas pela DC Comics, incluindo um início de série em curso em 2011.
Os rumores a respeito de novas temporadas de Batman do Futuro ainda não tiveram força para que se "ressuscitasse" o personagem, contudo o mesmo tem aparecido com certa frequência nas produções animadas da Warner-DC após o cancelamento de seu desenho, vide o episódio Choque do Futuro de Super Choque onde o personagem-título (Virgil Hawkins) é acidentalmente transportado quarenta anos à frente de seu tempo. A contribuição desse desenho animado para a cronologia animada da DC Comics foi significativa ao abrir caminho para a produção de Liga da Justiça e Liga da Justiça Sem Limites, equipes cujo "esboço" se deu justamente no episódio em duas partes apresentado em Batman do Futuro intitulado O Chamado. Posteriormente o novo Batman participou de três dos episódios de Liga da Justiça sem Limites, dois deles do arco Era Uma Vez Pelo Tempo onde Batman, Mulher-Maravilha e Lanterna Verde são enviados ao futuro para deter os planos de Cronos um viajante do tempo e em outro intitulado Epílogo, considerado como o episódio final da série.
No Brasil a série teve sua exibição pela Warner Channel, pelo Cartoon Network, pela Rede Record através do Eliana & Alegria, e mais tarde pelo SBT dentro do Bom Dia & Companhia. Atualmente é exibida no canal Tooncast. Em Portugal a série foi emitida pela RTP2 e pelo Biggs.

## Enredo
O episódio piloto começa em 2019. Batman, apesar de estar no final de seus 50 anos de idade, continua a combater o crime com um novo uniforme de alta tecnologia. No resgate de uma herdeira sequestrada, Batman sofre um leve ataque cardíaco e sob o risco de ser espancado até a morte por um dos sequestradores, é forçado a trair um de seus antigos juramentos ao usar uma arma para se proteger. Por fim, Bruce decide que seu tempo como Batman acabou e jura "nunca mais" agir como herói, desligando a Batcaverna. Nessa altura, os seus aliados (Alfred Pennyworth, Comissário Gordon, Lucius Fox, Leslie Thompkins, Renee Montoya e Harvey Bullock) morreram de causas naturais ou se aposentaram. Seus parceiros (Dick Grayson, Barbara Gordon, Selina Kyle e Tim Drake) ainda estão vivos e envelheceram, perdendo o contato ou tendo desentendimentos com Batman após também se aposentarem como heróis. Todos os seus inimigos (Coringa, Arlequina, Pinguim, Duas-Caras, Espantalho, Hera Venenosa, Charada, Crocodilo, Pistoleiro, Cara de Barro, Chapeleiro Louco, Senhor Frio, Bane, Ra's al Ghul, Morcego Humano, Vagalume, Hugo Strange, Ventríloquo & Scarface) ou estão aposentados, presos, exilados ou mortos. Batman também cortou seus laços com o Superman e a Liga da Justiça.
A história avança 20 anos depois, até 2039, na Nova-Gotham, uma megalópole futurista, com altíssimos arranha-céus e veículos voadores. Bruce agora é um idoso na casa dos 70 anos de idade e vive sozinho e isolado na Mansão Wayne, com seu cão de guarda, (conhecido como Ace o Bat-Cão). Alheio ao que se passa fora de sua mansão ele nem mesmo acompanha o dia a dia de sua empresa, agora denominada Wayne-Powers e dirigida pelo controverso e inescrupuloso Derek Powers cuja ambição e os métodos de ação em muito se assemelham aos de Lex Luthor. Numa dessas operações escusas a ambição de Powers o faz negociar com um membro do governo kasniano uma toxina biológica capaz de eliminar os dissidentes políticos daquela nação européia, contudo os planos funestos do magnata são frustrados quando um de seus empregados entrega a Warren McGinnis, uma cópia do arquivo sobre as reais intenções de Derek Powers que ciente do risco que corria inquire o Sr. McGinnis sobre a existência de tais dados que nega conhecer sua existência. Nada disso impediu que Warren McGinnis fosse assassinado.
Em meio a esses acontecimentos surge Terry McGinnis, um rapaz de 17 anos que vive com o pai após o divórcio de seus genitores. Antigo interno do reformatório juvenil de Gotham City o jovem Terence exibe traços de rebeldia juvenil e impaciência nos primeiros episódios da série e em decorrência disso sua relação com o pai é conflituosa, tanto que eles chegaram a discutir pouco antes do assassinato deste último. Após o crime Terry passa a morar com a mãe, Mary, e com seu irmão, Matt, um garoto de seis anos. Durante sua mudança ele encontra o disquete com os arquivos de Powers e vai até a Mansão Wayne disposto a compartilhar sua descoberta e é orientado pelo septuagenário Bruce a entregar essa prova nas mãos da comissária Bárbara Gordon(a Batgirl original e atual Oráculo), contudo antes que deixasse a mansão descobriu a Batcaverna e por via de conseqüência Barbara Gordon aparece na série, como a nova comissária. Ela não aceita a ideia de um novo Batman. Segredo por trás do velho Wayne que, furioso, o expulsa de sua propriedade, nada, porém, que o impedisse de retornar aos domínios do antigo defensor de Gotham City e "roubar-lhe" a veste negra de Batman com o fito de impedir mais uma operação escusa de Derek Powers. Finda a aventura, Bruce Wayne resolve fazer do rapaz seu sucessor e como justificativa para tanto contrata o jovem McGinnis como seu assistente pessoal.
O novo Batman logo desenvolve a sua própria galeria de vilões, com novos vilões (como o empresário inescrupuloso Derek Powers que mais tarde se transforma em Blight, um metahumano que emite radiação; a sedutora metamorfa Inque; o hipnotizador Spellbinder; o armado com armas sonoras Grito; a assassina mortal Curare; o terrorista louco Mad Stan; o caçador africano ciberneticamente melhorado Stalker; o nerd psicocinético Willie Watt, e uma nova versão da Gangue Real), bem como alguns dos inimigos originais do Batman: como um Mr. Freeze rejuvenescido; Chapel,  que se tornou o novo Bane após utilizar uma nova versão do Veneno em seu corpo; o longevo Ras al Ghul; e um pouco inevitavelmente, o próprio Coringa. O personagem Projeto Zeta aparece no episódio 33 intitulado "Zeta", onde Batman ajuda Zeta a escapar e que posteriormente se tornaria uma série do Universo Animado DC.
Terry também faz aliados em Gotham: como a gênio da computação Maxine "Max" Gibson, que descobre a identidade secreta de Batman e ajuda Terry com tudo que sabe sobre pirataria informática, criminosa e sedutora Melanie "Mel" Walker, que usa o codinome "Ten/Dez" que mantém uma relação com Terry semelhante a de Bruce Wayne e a Mulher Gato (Selina Kyle) e a comissária de polícia Barbara Gordon, que inicialmente fica descontente sobre outra pessoa seguir os passos de Bruce (embora ela admite que a cidade precisa de Terry como o Batman, e que Terry poderia fazer mais do que ela poderia ter feito quando era a Batgirl).

## Crossovers
A série animada Batman do Futuro apresenta vários episódios com crossovers com outros personagens de outras séries.
Na terceira temporada de Batman do Futuro, um episódio em duas partes chamado "The Call" apresentou (pela primeira vez) a Liga da Justiça do futuro que seria um trampolim para a próxima série da Liga da Justiça de Bruce Timm. A Liga da Justiça do futuro é composta por Superman (com outro uniforme), Grande Barda, Warhawk, Smallville, Micron e Kai-Ro. Terry entrou naquele grupo.O cenário e os personagens de Batman do Futuro também foram revividos brevemente no episódio "Future Shock" do Super Choque, no qual o personagem principal é acidentalmente transportado 40 anos para o futuro.
A Liga da Justiça Sem Limites também revisitou o mundo de Batman do Futuro sendo a primeira vez em "The Once and Future Thing (Part 2)", que incluiu Batman (o clássico), Mulher-Maravilha e Lanterna Verde sendo transportados 50 anos para o futuro com um vilão que viaja no tempo. Eles recebem ajuda da futura Liga da Justiça (Batman (Terry), Super Choque do Futuro, Warhawk e o ancião Bruce Wayne). A segunda vez, ocorre no episódio "Epílogue"(br:'Epílogo'), durante o final da segunda temporada, onde a verdadeira origem de Terry McGinnis é revelada, em uma história destinada para ser o final da série Batman do Futuro. A cena final deste episódio lembra as rondas de Batman em Batman: The Animated Series.

## Fim da série
O episódio "Epilogue" da Liga da Justiça Sem Limites seria o final da série oficial e de todo o Universo DC Animado. Nele, Terry McGinnis descobre que é o filho biológico de Bruce Wayne. A história, ambientada em 2054 (quinze anos depois de Terry se tornar o novo Batman), gira em torno de Terry, agora com 31 anos, rastreando uma geriátrica Amanda Waller, que revela suas origens a ele.
Ela explica através de flashbacks que, embora ela confiasse e respeitasse o Batman, estava ciente de que ele envelheceria lentamente, aceitando assim a ideia de Bruce se aposentar ou ser morto em algum momento. Achando inaceitável a ideia de um mundo sem um Batman, Waller usou suas conexões com o Projeto Cadmus para reunir a tecnologia do "Projeto Batman do Futuro", cujo objetivo era criar fisicamente um novo Batman, começando com uma amostra coletada secretamente do DNA de Bruce Wayne. Depois de encontrar um jovem casal - os McGinnises - com perfis psicológicos quase idênticos aos dos pais de Bruce, uma solução de nanotecnologia foi injetada em Warren McGinnis para reescrever seu material reprodutivo. O resultado final foi sua esposa Mary McGinnis dando à luz Terry, que compartilha os traços genéticos de sua mãe com Bruce Wayne.
Quando Terry tinha 8 anos, Waller empregou a idosa Fantasma (Andrea Beaumont, ex-noiva de Bruce, cuja saída de sua vida se tornou uma das razões para que ele se tornasse o Batman) como uma assassina para assassinar a família de Terry, esperando que isso o traumatizaria o suficiente para colocá-lo no caminho em que se tornaria o novo Batman. No entanto, Beaumont não pôde cometer o crime, argumentando que Bruce nunca iria recorrer ao assassinato para atingir seus objetivos. Waller acabou reconhecendo que Beaumont estava certa e abandonou completamente o projeto. Oito anos depois, Warren acabou sendo assassinado do mesmo jeito e Terry encontrou Bruce por acaso - resultando em Terry se tornando o sucessor de Batman. Waller concluiu lembrando à Terry que ele é o filho de Bruce e não seu clone e que, apesar das circunstâncias de sua existência, ainda tinha o livre arbítrio para viver sua própria vida como quisesse. Terry toma uma decisão após as revelações e continua atuando como Batman. Porém, de forma diferente, planejando se casar com Dana, enquanto continua sua vida de combate ao crime.
Se Bruce foi o pai genético de Terry McGinnis também não foi claramente estabelecido na história, uma vez que nada foi dito sobre a longevidade das alterações feitas ao DNA de Warren McGinnis; no entanto, os criadores da série disseram que este é o caso. O fato de que Terry McGinnis nasceu com cabelos pretos, apesar de seus pais biológicos terem cabelos ruivos, também é um indicador do DNA dominante de Bruce Wayne.

## Filmes
Um único longa-metragem foi feito, intitulado O Retorno do Coringa, lançado em 2000, que mostra que fim levaram Tim Drake (Robin III) e o Coringa.

## Elenco e personagens

### Elenco principal
- Will Friedle como Terry McGinnis / Batman:
O sucessor de Bruce Wayne como Batman, McGinnis é um estudante do ensino secundário e antigo delinquente redimido. Sob a pretensão estar retribuindo um favor a Wayne, McGinnis assume o manto de Batman e combate o crime em Gotham City. Wayne, por sua vez, escolheu o jovem como seu sucessor por ambos partilharem as mesmas dores internas e traumas.
- Kevin Conroy como Bruce Wayne: 
Wayne protegeu Gotham City por décadas como o Batman. Apesar de inicialmente relutante, Wayne assume o papel de treinar e orientar o jovem McGinnis como o seu sucessor. Apesar de sua idade avançada e sua insistência em manter sua aposentadoria, Wayne ocasionalmente assume o manto de vigilante para apoiar McGinnis em situações extremas. Durante sua missão final como Batman cerca de vinte anos antes, Wayne sofreu um ataque cardíaco e chegou ao ponto de usar uma arma de fogo contra seu oponente. Temendo cair novamente neste erro, Wayne decide aposentar suas atividades como Batman.
- Cree Summer como Maxine Gibson:
 Uma estudante do ensino secundário dotada de grande genialidade e amiga de Terry. Max descobre a identidade secreta do amigo e passa a ajudá-lo nas operações secretas como Batman apesar da oposição inicial de Wayne.
- Lauren Tom como Dana Tan: 
Uma estudante do ensino secundário e ocasional parceira romântica de Terry. Tan não tem noção da identidade secreta de Terry e se queixa de suas frequentes ausências por considerar que ele trabalha como assistente pessoal de Bruce Wayne.
- Frank Welker como Ace:
Um dogue alemão resgatado por Wayne durante um confronto com a gangue de Coringa e que se torna sua leal companhia na Mansão Wayne.
- Stockard Channing e Angie Harmon como Barbara Gordon: 
A nova comissária do Departamento de Polícia de Gotham City após suceder seu próprio pai, James, e uma das antigas parceiras de Batman como Batgirl. Inicialmente relutante em aceitar que Terry assuma o manto de homem-morcego, Barbara acaba criando um forte respeito por ele ao reconhecer sua luta sincera contra a criminalidade da cidade.

### Elenco secundário
- Mark Hamill como Coringa:
- Dean Stackwel como Tim Drake:
- Arlen Sorkin como Arlequina:
- Don Harvey como Charles Buntz / Chucko:

## Episódios
1.ª temporada
1. Renascimento (Parte 1)
2. Renascimento (Parte 2)
3. Black out
4. Golem
5. Derretimento
6. Abordagem
7. A Mão do Homem Morto
8. Heróis
9. O Grito
10. Inque que Desaparece
11. Enfeitiçado
12. Um Toque de Curare
13. Ascensão

2ª temporada
1. Mutantes
2. Movendo terras
3. Diversão
4. Alma perdida
5. Propósito Oculto
6. Esporte Sangrento
7. Gato escaldado
8. Ligados na Realidade Virtual
9. Ratos
10. Jogos da mente
11. Fantasma
12. Babel
13. Encontro com um Robô
14. Testemunha
15. Zeta
16. O Último Recurso
17. Corte Final
18. Arsenal
19. Peek Bisbilhoteiro
20. Bebê Ovo
21. Praga
22. Lua de abril
23. Vingança
24. Sentinelas do Último Cosmo
25. O Profissional
26. Intocável

3ª temporada
1. Cadê o Terry?
2. Ás no Buraco
3. Resgate de Rei
4. Traição
5. Surgindo do Passado
6. Não fale mal
7. A Filha de Inque
8. Desmascarado
9. A Maldição de Kobra (Pt. 1)
10. A Maldição de Kobra (Pt. 2)
11. O Chamado (Pt. 1)
12. O Chamado (Pt. 2)
13. Contagem Regressiva